# Iran na Zimowych Igrzyskach Paraolimpijskich 2010
Iran na Zimowych Igrzyskach Paraolimpijskich 2010 reprezentował jeden zawodnik, startujący w narciarstwie alpejskim.

## Kadra

### Narciarstwo alpejskie
- Sadegh Kalhor – osoby stojące